# Alexis Bouvard
Alexis Bouvard (født 27. juni 1767, død 7. juni 1843) var en fransk astronom. Han er især kendt for sine omhyggelige observationer af uregelmæssigheder i Uranus' bevægelse og hans hypotese om eksistensen af en ottende planet i solsystemet.
Bouvard blev født i Contamines i hertugdømmet Savoyen.
Hans observationer førte til opdagelsen af otte kometer, ligesom han udarbejdede astronomiske tabeller over kredsløbene for Jupiter, Saturn og Uranus. Tabellerne for Jupiter og Saturn viste forudsigelige forløb, hvorimod observationerne af Uranus viste et uforklarligt uregelmæssigt forløb. Dette fik Bouvard til at antage, at der findes en ottende planet, der er ansvarlig for uregelmæssighederne i Uranus' kredsløb. Neptuns position blev efterfølgende beregnet af Urbain Le Verrier ud fra Bouvards observationer efter dennes død.
Bouvard blev senere direktør for Pariserobservatoriet efter at have startet der som studerende astronom i 1793 og arbejdet under Pierre-Simon Laplace. Han døde i Paris.